# Желява
Желя́ва (болг. Желява) — село в Міській області Софія Болгарії. Входить до складу общини Столична.

## Населення
За даними перепису населення 2011 року у селі проживали 508 осіб.
Розподіл населення за віком у 2011 році:
Динаміка населення: